# جلال الطويل
جلال الطويل (ولد 31 يوليو 1981 م) ممثِّل ومخرج سوري، تخرَّج في المعهد العالي للفنون المسرحية في سورية. وهو معارض سياسي، شارك في الحَراك الثوري السِّلمي المناهض لحُكم بشار الأسد، وتعرَّض للاعتقال والإيذاء، فاضطرَّ إلى مغادرة بلده.  

## سيرته
وُلد جلال الطويل في دمشق، عام 1980. درس التمثيل والإخراج في المعهد العالي للفنون المسرحية في سوريا. 
عمل أستاذًا لمادَّة الصوت، ودرَّس مادَّة التمثيل في معهد تياترو. شارك في عدَّة أعمال درامية سورية، أبرزها مسلسل باب الحارة الذي جسَّد فيه شخصية العميل "أبو الورد" في الجزء الخامس.، ومسلسل رجال العز بدور "يعقوب". وشارك في مسلسلات أُخرى مثل وراء الشمس، وقمر بني هاشم.
في المجال المسرحي، شارك جلال في عدَّة مسرحيات، منها "النفق"، التي حاز بها على جائزة أفضل ممثل في فيلادلفيا عام 2005، وحمام بغدادي، ورحلة الحاج.

## موقفه من الثورة السورية
بعد اندلاع الثورة السورية في عام 2011، أعلن جلال الطويل تأييده للحراك الشعبي، وشارك في مظاهرات سلمية، مما أدى إلى تعرضه لاعتداءات واعتقالات من قبل قوات الأمن السورية. في ديسمبر 2011، أُصيب بجروح بالغة جراء اعتداء من قبل الشبيحة أثناء مشاركته في مظاهرة بحي الميدان في دمشق. لاحقًا، في يناير 2012، اختفى أثناء محاولته العبور إلى الأردن، حيث تعرض لإطلاق نار عند اجتيازه حاجزًا ترابيًا، وانقطعت أخباره لفترة.
بعد هذه الأحداث، غادر جلال الطويل سوريا واستقر في إقليم بروكسل العاصمة. واصل نشاطه الفني والإنساني، حيث شارك في أعمال تسلط الضوء على معاناة الشعب السوري. في عام 2024، شارك في مهرجان برلين السينمائي من خلال فيلمه لغة أجنبية، الذي يسرد قصة فتاة فرنسية تشارك في رحلة لغوية طلابية إلى ألمانيا، حيث تلتقي بصديقتها بالمراسلة لينا، فتاة ألمانية تحلم بأن تصبح ناشطة سياسية.
على الصعيد الشخصي، تزوج جلال الطويل من الفنانة السورية عهد الديب، لكنهما انفصلا في عام 2011. حاليًا، هو مرتبط بماريا لو فلوك.

## أعماله
قي التلفزة
| السنة | المسلسل                       | الدور          |
| ----- | ----------------------------- | -------------- |
| 2007  | رجل الانقلابات                | غير محدد       |
| 2008  | أسمهان                        | غير محدد       |
| 2008  | قمر بني هاشم                  | غير محدد       |
| 2008  | بيت جدي                       | شلهوب          |
| 2009  | بيت جدي 2 (شام العدية)        | شلهوب          |
| 2010  | رايات الحق                    | أبو قتادة      |
| 2010  | باب الحارة الجزء الخامس       | أبو الورد      |
| 2010  | العقاب                        | غير محدد       |
| 2010  | أبو جانتي: ملك التاكسي        | ملك الكيا      |
| 2010  | وراء الشمس                    | نضال           |
| 2011  | الدبور الجزء الثاني           | أبو عذاب       |
| 2011  | رجال العز                     | يعقوب          |
| 2011  | أيام الدراسة                  | مازن (ضيف شرف) |
| 2012  | عمر بن الخطاب                 | سلمان الفارسي  |
| 2012  | ما بتخلص حكاياتنا             | غير محدد       |
| 2021  | الجيران (Neighbours)          | غير محدد       |
| 2023  | الحدود الخضراء (Green Border) | غير محدد       |

في المسرح
| المسرحية    | الملاحظات                                                |
| ----------- | -------------------------------------------------------- |
| النفق       | حاز من خلالها على جائزة أفضل ممثل في فيلادلفيا عام 2005. |
| حمام بغدادي | غير محدد                                                 |
| رحلة الحار  | غير محدد                                                 |
| دون كيشوت   | غير محدد                                                 |
| عرش الدم    | عمل كمساعد مخرج مع غسان مسعود في عام 2012.               |

## جوائزه
حصل الفنان السوري جلال الطويل على عدة جوائز تقديرًا لمهاراته الفنية وأدائه المتميز. فيما يلي أبرز هذه الجوائز:
- درع مهرجان جسر جالطا في تركيا (2002): تكريمًا لمشاركته الفنية المميزة.
- جائزة أفضل ممثل في فيلادلفيا (2005): عن دوره في مسرحية "النفق".
- جائزة أفضل ممثل في مهرجان مسقط (2008): تقديرًا لأدائه المسرحي البارز.
- جائزة لجنة التحكيم الخاصة في مهرجان فينيسيا السينمائي الـ80 (2023): عن دوره في فيلم "الحدود الخضراء".
- فوز فيلم "جيران" بجائزة السينما الوطنية السويسرية وجائزة لجنة التحكيم في دائرة نقاد السينما في سان فرانسيسكو: شارك جلال الطويل في هذا الفيلم الذي حقق هذه الجوائز المرموقة.
- جائزة أفضل إخراج وجائزة أفضل طاقم تمثيل لفيلم "سأكون بين اللوز" في مهرجان Paris Courts Devant (2019): شارك جلال الطويل في هذا الفيلم الذي نال هذه الجوائز.
- ترشيح فيلم "الحدود الخضراء" لجائزة أفضل فيلم أجنبي في جوائز أكاديمية سيزار الفرنسية الـ50: شارك جلال الطويل في هذا الفيلم الذي تم ترشيحه لهذه الجائزة.[5][6]

## وصلات خارجية
- جلال الطويل على موقع IMDb (الإنجليزية)
- جلال الطويل على موقع ألو سيني (الفرنسية)
- جلال الطويل على موقع قاعدة بيانات الفيلم (الإنجليزية)